# 톰마소 로키
톰마소 로키(이탈리아어: Tommaso Rocchi, 1977년 9월 19일 ~ )는 이탈리아의 은퇴한 축구 선수이다.

## 축구인 경력

### 선수 경력
유벤투스의 유소년 팀에서 성장하였으며 2000년까지 세리에 C 리그에서 활약하다 2000년 트레비소에 입단하며 세리에 B 무대를 밟았다. 2001년엔 엠폴리에 둥지를 틀고 팀의 세리에 A 승격에 기여하였으며 세리에 A로 올라온 이후엔 유벤투스와의 경기에서 해트트릭을 기록하는 등 놀라운 활약을 펼쳐 이탈리아 내 강팀들의 이목을 끌었다.
2004년 SS 라치오로 이적하여 첫 시즌 35경기 13골을 기록하고 2004-05 UEFA컵에서도 2골을 넣는 등 준수한 활약을 펼쳤고 파올로 디 카니오와 고란 판데프 등과 호흡을 맞추며 라치오의 간판 공격수로 자리매김하였다. 베이징 올림픽 출전 중 당한 부상으로 시즌 개막 후 2개월 간 출전하지 못한 2008-09 시즌엔 컨디션을 회복하지 못하며 2007-08 시즌까지 4시즌 연속으로 기록한 두 자릿 수 득점 행진을 멈추게 되었다.
2013년 1월, 그는 8년동안의 라치오 생활을 마무리하고 같은 리그 팀인 FC 인테르나치오날레 밀라노으로 이적하였다.

### 국가대표 경력
2006년 8월 크로아티아와의 경기에 출전하며 29세의 늦은 나이에 A매치 데뷔전을 치렀다.
2008년 올림픽에 출전하는 이탈리아 U-23 대표팀의 와일드 카드로 발탁되어 본선 무대에 출전하여 대한민국 U-23 대표팀을 상대로 득점을 기록하였다.